# Euphorbia altaica
Euphorbia altaica är en törelväxtart som beskrevs av Carl Anton von Meyer och Carl Friedrich von Ledebour. Euphorbia altaica ingår i släktet törlar, och familjen törelväxter. Inga underarter finns listade i Catalogue of Life.